# Entronque a Tierra Nueva
Entronque a Tierra Nueva är en ort i Mexiko.   Den ligger i kommunen Santa María del Río och delstaten San Luis Potosí, i den centrala delen av landet, 300 km nordväst om huvudstaden Mexico City. Entronque a Tierra Nueva ligger 1 800 meter över havet och antalet invånare är 136.
Terrängen runt Entronque a Tierra Nueva är kuperad norrut, men söderut är den platt. Runt Entronque a Tierra Nueva är det ganska glesbefolkat, med 22 invånare per kvadratkilometer. Närmaste större samhälle är Santa María del Río, 12,4 km norr om Entronque a Tierra Nueva. Omgivningarna runt Entronque a Tierra Nueva är i huvudsak ett öppet busklandskap.